# Bamia
Le bamia, bamié ou bamieh est un ragoût issu de la cuisine moyen-orientale et arabe, que l'on retrouve dans les cuisines moyen-orientale, balkanique et maghrébine. 
On le retrouve entre autres dans les cuisines grecque, turque, chypriote, libanaise, arménienne, palestinienne, égyptienne, iranienne, afghane, somali et soudanaise,,, tunisienne, algérienne et marocaine sous différentes appellations. 
Ce mets est préparé avec du gombo (okra) et de la tomate et parfois de l'agneau.

## Origine du nom
Le mot arabe bamia signifie « gombo ».

## Variations
On peut trouver comme ingrédients supplémentaires sauce tomate, oignon, ail, coriandre, cardamome.
En Turquie il est appelé yahni bamya, zeytinyağlı bamya ou yemeği bamya.
La version végétarienne du bamia est très populaire pendant le carême en Grèce, à Chypre et au Liban.
En Grèce il est appelé bamies latheres.

### Maghreb
Au Maghreb sa variante locale est un tajine appelé gnawiya ou marqet gnawiya en Tunisie et dans l'Est de l'Algérie, tandis que ṭadjin gnawiya ou djwaz bel gnawiya est utilisé ailleurs en Algérie et mlukhiya (mloukhia) ou tajin d mlukhiya au Maroc (à ne pas confondre avec la mloukhiya d'autres pays du Maghreb et du Moyen-Orient), et bamya est utilisé en Libye.